# Даудсвелл, Колин
Колин Даудсвелл (англ. Colin Dowdeswell; род. 12 мая 1955, Лондон, Великобритания) — профессиональный теннисист, выступавший за Родезию, Швейцарию и Великобританию. Финалист турниров Большого шлема в мужском и смешанном парном разряде, финалист Открытого чемпионата США и Уимблдонского турнира среди юношей, победитель 12 турниров Гран-при. В дальнейшем член совета директоров Ассоциации теннисистов-профессионалов и вице-президент Bank of America Merrill Lynch по инвестициям.

## Игровая карьера
Колин Даудсвелл, родившийся в Лондоне в 1955 году, детство и юность провёл в Родезии, куда его родители переехали, когда ему было шесть месяцев. Там его мать Шейла начала учить мальчика теннису; старший брат Колина, Роджер, тоже стал профессиональным теннисистом, а затем теннисным тренером, а другой брат, Иэн Даудсвелл, позже стал чемпионом США по сквошу среди ветеранов.
Колин быстро зарекомендовал себя как один из наиболее перспективных молодых теннисистов мира и сильнейших теннисистов Родезии (где занимал первую строчку в национальном рейтинге с 1973 по 1978 год). В 1973 и 1974 годах Даудсвелл становился финалистом Открытого чемпионата США и Уимблдонского турнира в одиночном разряде среди юношей, а в 1975 году, в 19 лет, завоевал звание абсолютного чемпиона Родезии, победив во всех трёх разрядах — первый случай на этом турнире с 1950 года. В том же году он стал виновником сенсации на Уимблдоне, где должен был выступать в паре со старшим братом. Поскольку Роджер в последний момент решил вернуться в США, где работал тренером, Колин был вынужден искать нового партнёра, которым стал намного более возрастной австралиец Аллан Стоун, тоже оставшийся без напарника. Вместе они обыграли две сеяных пары (Том Оккер-Марти Риссен и Фрю Макмиллан-Боб Хьюитт) и дошли до финала, прежде чем в финале уступить ещё одному несеяному тандему Витас Герулайтис-Сэнди Майер.
На следующий год Даудсвелл пробился в финал Открытого чемпионата Франции в миксте с южноафриканкой Линки Босхофф; там их остановила соотечественница Босхофф Илана Клосс, чьим партнёром был австралиец Ким Уорик. На Открытом чемпионате США Даудсвелл, выступавший там в первый раз, пробился в четвёртый круг, победив Рауля Рамиреса (первую ракетку Мексики) прежде, чем проиграть Эдди Диббсу. В мужском парном разряде Даудсвелл и австралиец Крис Кейчел стали полуфиналистами после побед над второй парой турнира Шервуд Стюарт-Фред Макнейр; их продвижение остановили будущие чемпионы — Оккер и Риссен. В 1976 году Даудсвелл был избран в совет директоров Ассоциации теннисистов-профессионалов (ATP), в который входил до 1980 года. Ещё одной вехой стало выступление в 1977 году в составе сборной Родезии в Кубке Дэвиса; хотя африканская команда уступила швейцарцам в первом круге со счётом 2:3, Даудсвелл выиграл обе своих одиночных встречи — у Хайнца Гюнтхардта и Макса Херлимана.
В 1978 году Даудсвелл, совмещавший теннисную карьеру с академическим образованием, окончил Витватерсрандский университет в ЮАР, получив степень бакалавра коммерции. В этом году он одержал победу, которую сам называет самой выдающейся в своей карьере, обыграв Гильермо Виласа — на тот момент вторую ракетку мира. На Открытом чемпионате США Даудсвелл вторично дошёл до 1/8 финала в одиночном разряде, проиграв там Джону Макинрою. В это же время Даудсвелл, не отказывавшийся от выступлений в ЮАР и представлявший в Кубке Дэвиса Родезию, оказался в числе теннисистов, которым грозил международный бойкот, и перебрался в Швейцарию. Там он трижды — в 1978, 1980 и 1984 годах — выигрывал национальный командный чемпионат с клубом «Дэльхёльцли» из Бёрна, а в 1980 году стал и первой ракеткой Швейцарии в личном зачёте.
В 1981 году, окончив работу в качестве казначея АТР, Даудсвелл принял решение продолжить карьеру как финансист и почти на два года расстался с профессиональным теннисом. Вернувшись в Англию, он лишь на время отпуска позволял себе записываться для участия в теннисных турнирах, в том числе на Уимблдоне. Однако в середине 1983 года он вернулся на большой корт, ближе к концу сезона став финалистом Открытого чемпионата ЮАР в одиночном разряде после побед над Кевином Карреном и Витасом Герулайтисом.
При поддержке капитана сборной Великобритании Пола Хатчинса Даудсвелл начал представлять эту страну в Кубке Дэвиса, проведя за неё три сезона и добравшись с ней до четвертьфинала Мировой группы в 1986 году. В 1984 году он стал первой ракеткой Великобритании в одиночном разряде. Этот год был для него ознаменован также выходом в полуфинал Открытого чемпионата США в смешанном парном разряде (с южноафриканкой Розалин Фэрбенк, с которой они обыграли седьмую и третью сеяные пары) и повторным избранием в совет директоров АТР. На этот раз Даудсвелл оставался в руководящем органе АТР до 1990 года. В 1986 году он вторично завершил профессиональную игровую карьеру, за годы выступлений завоевав один титул в одиночном и 11 — в парном разряде. В 2002 году, выступая в соревнованиях ветеранов, они с Бастером Моттрамом стали победителями Уимблдона, победив в финале Сэнди Майера и Питера Флеминга.

## Положение в рейтинге в конце сезона
| Разряд           | 1973 | 1974 | 1975 | 1976 | 1977 | 1978 | 1979 | 1980 |  | 1983 | 1984 | 1985 | 1986 |
| ---------------- | ---- | ---- | ---- | ---- | ---- | ---- | ---- | ---- |  | ---- | ---- | ---- | ---- |
| Одиночный разряд | 148  | 138  | 85   | 122  | 100  | 75   | 104  | 269  |  | 33   | 179  | 258  | 414  |
| Парный разряд    |      |      |      |      |      |      |      |      |  |      | 82   | 69   | 68   |

## Финалы турниров за карьеру
| Результат | №  | Дата           | Турнир                               | Покрытие | Соперник в финале | Счёт в финале           |
| --------- | -- | -------------- | ------------------------------------ | -------- | ----------------- | ----------------------- |
| Поражение | 1. | 15 июля 1974   | Дублин, Ирландия                     | Хард     | Шервуд Стюарт     | 3-6, 8-9                |
| Победа    | 1. | 21 июля 1975   | Стамбул, Турция                      | Грунт    | Ферди Тайган      | 6-1, 6-4, 6-2           |
| Поражение | 2. | 3 апреля 1978  | Йоханнесбург, ЮАР                    | Хард     | Клифф Ричи        | 2-6, 4-6                |
| Поражения | 3. | 27 ноября 1983 | Открытый чемпионат ЮАР, Йоханнесбург | Хард     | Йохан Крик        | 4-6, 6-4, 6-1, 5-7, 3-6 |

| Результат | №   | Дата             | Турнир                               | Покрытие | Партнёр             | Соперники в финале                   | Счёт в финале      |
| --------- | --- | ---------------- | ------------------------------------ | -------- | ------------------- | ------------------------------------ | ------------------ |
| Победа    | 1.  | 15 июля 1974     | Дублин, Ирландия                     | Хард     | Джон Юилл           | Лито Альварес Хорхе Эндрю            | 6-3, 6-2           |
| Поражение | 1.  | 20 января 1975   | Бирмингем, Алабама, США              | Ковёр(i) | Джон Юилл           | Карл Майлер Юрген Фассбендер         | 1-6, 6-3, 6-7      |
| Поражение | 2.  | 23 июня 1975     | Уимблдонский турнир, Великобритания  | Трава    | Аллан Стоун         | Витас Герулайтис Сэнди Майер         | 5-7, 6-8, 4-6      |
| Поражение | 3.  | 7 июля 1975      | Открытый чемпионат Швейцарии, Гштад  | Грунт    | Кен Розуолл         | Ханс-Юрген Поман Юрген Фассбендер    | 4-6, 7-9, 1-6      |
| Поражение | 4.  | 21 июля 1975     | Стамбул, Турция                      | Грунт    | Джон Фивер          | Колин Дибли Томас Кох                | 2-6, 2-6, 2-6      |
| Поражение | 5.  | 8 марта 1976     | Нюрнберг, ФРГ                        | Ковёр(i) | Пол Кронк           | Карл Майлер Фрю Макмиллан            | 6-7, 4-6           |
| Поражение | 6.  | 5 апреля 1976    | Барселона, Испания                   | Грунт    | Пол Кронк           | Яцек Недзведзкий Войцех Фибак        | 2-6, 3-6           |
| Поражение | 7.  | 1 ноября 1976    | Кёльн, ФРГ                           | Ковёр(i) | Майк Эстеп          | Фрю Макмиллан Боб Хьюитт             | 1-6, 6-3, 6-7      |
| Поражение | 8.  | 4 июля 1977      | Открытый чемпионат Швейцарии         | Грунт    | Боб Хьюитт          | Карл Майлер Юрген Фассбендер         | 4-6, 6-7           |
| Поражение | 9.  | 11 июля 1977     | Открытый чемпионат Австрии, Кицбюэль | Грунт    | Крис Кейчел         | Бастер Моттрам Роджер Тейлор         | 6-7, 4-6           |
| Победа    | 2.  | 30 января 1978   | Сарасота, США                        | Ковёр(i) | Джефф Мастерс       | Байрон Бертрам Бернард Миттон        | 2-6, 6-3, 6-2      |
| Поражение | 10. | 6 марта 1978     | Лагос, Нигерия                       | Грунт    | Юрген Фассбендер    | Саши Менон Джордж Харди              | 3-6, 6-3, 5-7      |
| Победа    | 3.  | 3 июля 1978      | Западный Берлин                      | Грунт    | Юрген Фассбендер    | Ганс Гильдемайстер Желько Франулович | 6-3, 6-4           |
| Поражение | 11. | 14 августа 1978  | Открытый чемпионат Канады, Торонто   | Грунт    | Хайнц Гюнтхардт     | Том Оккер Войцех Фибак               | 3-6, 6-7           |
| Победа    | 4.  | 23 апреля 1979   | Открытый чемпионат ЮАР, Йоханнесбург | Хард     | Хайнц Гюнтхардт     | Реймонд Мур Илие Настасе             | 6-3, 7-6           |
| Победа    | 5.  | 16 июля 1979     | Штутгарт, ФРГ                        | Грунт    | Фрю Макмиллан       | Павел Сложил Фойцех Фибак            | 6-4, 6-2, 2-6, 6-4 |
| Поражение | 12. | 7 апреля 1980    | Йоханнесбург, ЮАР                    | Хард     | Хайнц Гюнтхардт     | Фрю Макмиллан Боб Хьюитт             | 4-6, 3-6           |
| Победа    | 6.  | 13 июля 1980     | Открытый чемпионат Швейцарии         | Грунт    | Исмаил Эль-Шафей    | Ким Уорик Марк Эдмондсон             | 6-4, 6-4           |
| Победа    | 7.  | 20 июля 1980     | Штутгарт (2)                         | Грунт    | Фрю Макмиллан       | Крис Льюис Джон Юилл                 | 6-3, 6-4           |
| Поражение | 13. | 4 июля 1983      | Открытый чемпионат Швейцарии         | Грунт    | Войцех Фибак        | Павел Сложил Томас Шмид              | 7-6, 4-6, 2-6      |
| Поражение | 14. | 18 июля 1983     | Открытый чемпионат Австрии           | Грунт    | Золтан Кухарски     | Павел Сложил Войцех Фибак            | 5-7, 2-6           |
| Победа    | 8.  | 16 октября 1983  | Тель-Авив, Израиль                   | Хард     | Золтан Кухарски     | Петер Фейгль Петер Эльтер            | 6-4, 7-5           |
| Поражение | 15. | 29 июля 1984     | Открытый чемпионат Австрии           | Грунт    | Войцех Фибак        | Анри Леконт Паскаль Порте            | 6-2, 6-7, 6-7      |
| Поражение | 16. | 16 сентября 1984 | Тель-Авив                            | Хард     | Якоб Хласек         | Питер Дуган Брайан Ливайн            | 3-6, 4-6           |
| Победа    | 9.  | 15 ноября 1985   | Палермо, Италия                      | Грунт    | Юаким Нюстрем       | Серхио Касаль Эмилио Санчес          | 6-4, 6-7, 7-6      |
| Победа    | 10. | 13 октября 1985  | Открытый чемпионат ЮАР (2)           | Хард     | Кристо ван Ренсбург | Амос Мансдорф Шахар Перкисс          | 3-6, 7-6, 6-4      |
| Победа    | 11. | 16 марта 1986    | Милан, Италия                        | Ковёр(i) | Кристо Стейн        | Брайан Ливайн Лори Уордер            | 6-3, 4-6, 6-1      |
| Поражение | 17. | 20 апреля 1986   | Ницца, Франция                       | Грунт    | Гэри Доннелли       | Павел Сложил Якоб Хласек             | 3-6, 6-4, 9-11     |

| Результат | №  | Дата         | Турнир                     | Покрытие | Партнёрша     | Соперники в финале    | Счёт в финале |
| --------- | -- | ------------ | -------------------------- | -------- | ------------- | --------------------- | ------------- |
| Поражение | 1. | 14 июня 1976 | Открытый чемпионат Франции | Грунт    | Линки Босхофф | Илана Клосс Ким Уорик | 7-5, 6-7, 2-6 |

## Финансовая карьера
С 1981 года Даудсвелл начал сотрудничество с лондонской брокерской фирмой и стал зарегистрированным представителем Комиссии по торговле товарными фьючерсами в Чикаго и на Нью-Йоркской фондовой бирже. Окончив в 1987 году французскую бизнес-школу INSEAD со степенью MBA, он уже полностью сосредоточился на деловой карьере.
В 1990 году, в последний год работы в совете директоров ATP, Даудсвелл был назначен на пост директора по европейскому региону в рамках только что сформированного Международного тура ATP. В том же году он был назначен спортивным директором Херлингемского клуба в Лондоне и руководил программой развития спортивной секции клуба с бюджетом 10 миллионов долларов. В 1994 году Даудсвелл был принят на работу в Bank of America Merrill Lynch — корпоративное и инвестиционное подразделение Bank of America — и продолжал сотрудничество с этой компанией вплоть до 2012 года. С 2004 года он занимал в компании должность первого вице-президента по инвестициям.
После расставания с Bank of America Даудсвелл проживает в Монако, работая в качестве частного финансового консультанта и инвестиционного менеджера. От жены Мари-Кристин у него трое детей — дочь Эмили (родилась в 1982 году) и сыновья Тимоти и Питер.